# Watara Supervision
La Watara Supervision è una console portatile monocromatica presentata nel 1992 ed era un'alternativa a basso costo della console Game Boy. Insieme alla console era incluso un gioco chiamato Crystball, un clone di Breakout.
La console è dotata di un relativamente ampio schermo pieghevole (da cui il nome) e di grandi pulsanti, ma nonostante questo la qualità costruttiva non era delle migliori. I giochi non erano di alta qualità e quindi la macchina non è stata un buon successo commerciale. Può essere collegata alla TV tramite un cavo video e gli sprite e i fondali dei videogiochi vengono così visualizzati in quattro colorazioni differenti. La forma esterna della console ha subito molte modifiche col trascorrere degli anni e l'ultimo modello è stato venduto fino al 1996. Esiste anche un modello senza schermo inclinabile.
La Supervision è stata anche venduta da molte aziende nel mondo con altri nomi, tra i quali Quickshot Supervision e Hartung SV-100.

## Specifiche tecniche

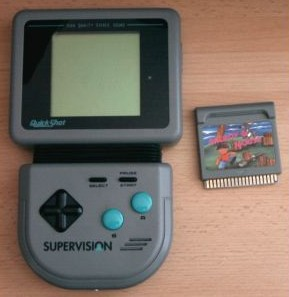
Supervision e cartuccia

- CPU: processore a 8 bit 65C02 a 4 MHz
- Video: 61 mm × 61 mm (2,37" × 2,37"), 160 × 160 pixel, LCD a 4 grigi.[2] Non c'è un acceleratore video hardware e la grafica deve essere disegnata dal software in un framebuffer.
- Sonoro: 2 Canali sonori e 1 di rumore con l'aggiunta di un canale di uscita DMA stereo. Altoparlante interno, presa per cuffie e cuffie stereo incluse.
- Alimentazione: pile 4 × AA o adattatore 6V AC/DC
- Porte di comunicazione: Connettore per giocare tra due giocatori di tipo DE-9.
- Porta per cartucce
- Controlli per un giocatore
- Adattatore TV (opzionale)
- Schermo inclinabile (2 posizioni)

## Lista dei giochi
|    | Titolo                      | Sviluppatore            | Anno pubblicazione |
| -- | --------------------------- | ----------------------- | ------------------ |
| 1  | Alien                       | Watara                  | 1992               |
| 2  | Balloon Fight               | Thin Chen Enterprise    | 1992               |
| 3  | Block Buster                | Watara                  | 1992               |
| 4  | Brain Power                 | Watara                  | 1992               |
| 5  | Bubble World                | Bon Treasure            | 1992               |
| 6  | Carrier                     | Watara                  | 1992               |
| 7  | Cave Wonders                | Bon Treasure            | 1992               |
| 8  | Challenger Tank             | Watara                  | 1992               |
| 9  | Chimera                     | Watara                  | 1992               |
| 10 | Chinese Checkers            | Sachen                  | 1992               |
| 11 | Classic Casino              | Bon Treasure            | 1993               |
| 12 | Climber                     | Bon Treasure            | 1992               |
| 13 | Crystball                   | Watara                  | 1992               |
| 14 | Dancing Block               | Thin Chen Enterprise    | 1992               |
| 15 | Delta Hero                  | Bon Treasure            | 1992               |
| 16 | Devil Paradise              | Watara                  | 1992               |
| 17 | Dream World                 | Bon Treasure            | 1992               |
| 18 | Eagle Plan                  | GTC                     | 1991               |
| 19 | Earth Defender              | Bon Treasure            | 1992               |
| 20 | Fatal Craft                 | Bon Treasure            | 1992               |
| 21 | Final Combat                | Thin Chen Enterprise    | 1992               |
| 22 | Galactic Crusader           | Sachen                  | 1992               |
| 23 | Galaxy Fighter              | Thin Chen Enterprise    | 1992               |
| 24 | Grand Prix                  | Bon Treasure            | 1992               |
| 25 | Happy Pairs                 | Sachen                  | 1992               |
| 26 | Happy Race                  | Sachen                  | 1992               |
| 27 | Hash Block                  | GTC                     | 1992               |
| 28 | Hero Hawk                   | Thin Chen Enterprise    | 1992               |
| 29 | Hero Kid                    | Watara                  | 1992               |
| 30 | Honey Bee                   | Bon Treasure            | 1992               |
| 31 | Jacky Lucky                 | Bon Treasure            | 1992               |
| 32 | Jade Legend                 | Watara                  | 1992               |
| 33 | Jaguar Bomber               | Bon Treasure            | 1992               |
| 34 | John Adventure              | Sachen                  | 1992               |
| 35 | Journey to the West         | Watara                  | 1992               |
| 36 | Juggler                     | Bon Treasure            | 1992               |
| 37 | Kabi-Island: Gold in Island | Thin Chen Enterprise    | 1992               |
| 38 | Kitchen War                 | Bon Treasure            | 1992               |
| 39 | Kung-Fu Street              | Thin Chen Enterprise    | 1993               |
| 40 | Linear Racing               | Watara                  | 1992               |
| 41 | Ma Jong                     | Watara                  | 1992               |
| 42 | Magincross                  | Thin Chen Enterprise    | 1992               |
| 43 | Matta Blatta                | B.I.T.S.                | 1992               |
| 44 | Olympic Trials              | Divide by Zero/B.I.T.S. | 1992               |
| 45 | P-52 Sea Battle             | Watara                  | 1992               |
| 46 | Pacboy & Mouse              | Watara                  | 1992               |
| 47 | Pacific Battle              | Bon Treasure            | 1992               |
| 48 | Penguin Hideout             | Thin Chen Enterprise    | 1992               |
| 49 | Police Bust                 | Bon Treasure            | 1992               |
| 50 | PoPo Team                   | Sachen                  | 1992               |
| 51 | Pyramid                     | Thin Chen Enterprise    | 1992               |
| 52 | Recycle Design              | Bon Treasure            | 1992               |
| 53 | Scaffolder                  | Bon Treasure            | 1992               |
| 54 | Soccer Champion             | Watara                  | 1992               |
| 55 | Sonny Xpress!               | Watara                  | 1992               |
| 56 | Space Fighter               | Bon Treasure            | 1992               |
| 57 | Sssnake                     | B.I.T.S.                | 1992               |
| 58 | Super Block                 | Bon Treasure            | 1992               |
| 59 | Super Pang                  | Sachen                  | 1992               |
| 60 | Super Kong                  | Thin Chen Enterprise    | 1992               |
| 61 | Tasac 2010                  | Thin Chen Enterprise    | 1992               |
| 62 | Tennis Pro '92              | B.I.T.S.                | 1992               |
| 63 | Thunder Shooting            | Thin Chen Enterprise    | 1992               |
| 64 | Treasure Hunter             | Bon Treasure            | 1992               |
| 65 | Untouchable                 | Bon Treasure            | 1992               |
| 66 | Witty Cat                   | Bon Treasure            | 1992               |

Raccolte di giochi

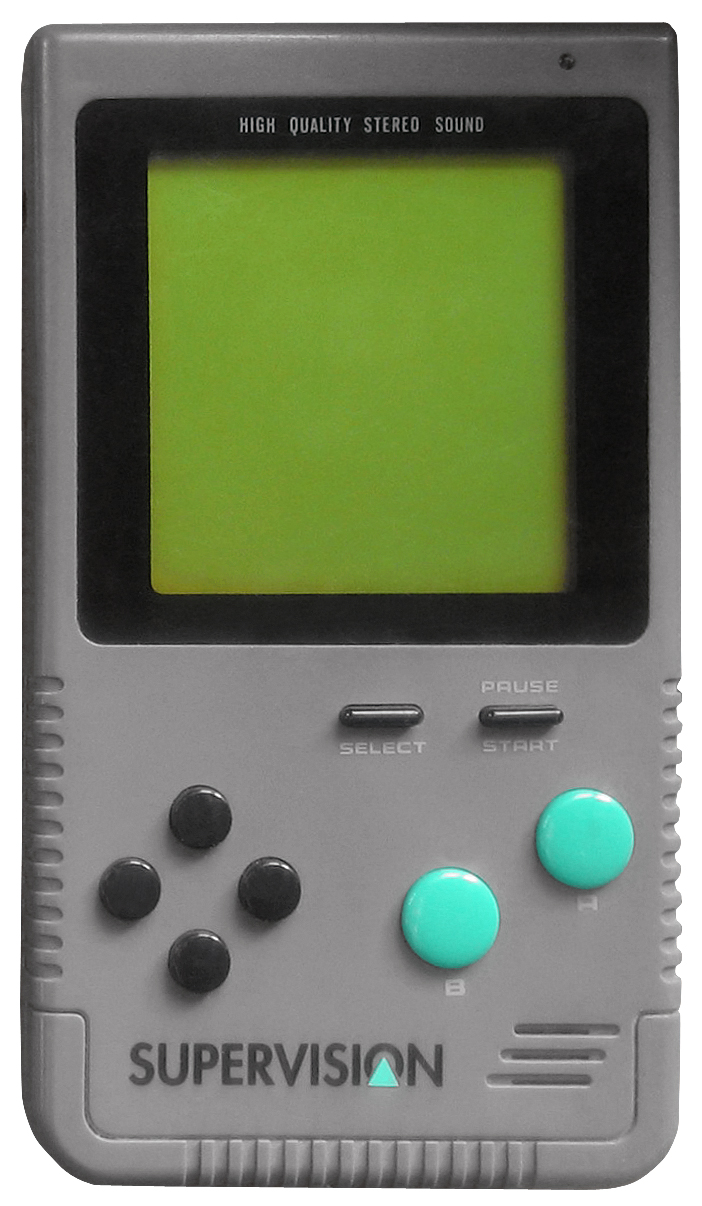
Modello del Supervision venduto senza schermo inclinabile.

- Block Buster/Cross High [2-in-1] (1992)
- Hash Block/Eagle Plan [2-in-1] (1992; sviluppato da Bon Treasure)
- Hash Block/Jacky Lucky/Challenger Tank/Brain Power [4-in-1] (1992)

## Recupero
Come parecchie console, la Watara Supervision sopravvive grazie agli emulatori, tra cui MESS. L'emulatore GoodTools include uno strumento chiamato GoodSV, che elenca 47 giochi Supervision nella versione 2.01.